# Gisela Mota Ocampo
Gisela Raquel Mota Ocampo (Temixco, estat de Morelos, 13 de març de 1982 - Pueblo Viejo, Temixco, 2 de gener de 2016) va ser una política mexicana afiliada al Partit de la Revolució Democràtica (PRD).
Mota era llicenciada en dret i va ser diputada federal per representació proporcional durant la LXII legislatura. L'1 de gener de 2016 va començar el seu mandat com a alcaldessa de Temixco. El 2 de gener de 2016 va ser assassinada a la seva casa de Pueblo Viejo per un grup d'homes armats.